# جسی گری
جسی کاترین گری (انگلیسی: Jessie Catherine Gray؛ ‏ ۲۶ اوت ۱۹۱۰ – ۱۶ اکتبر ۱۹۷۸) جراح سرطان، پژوهش‌گر و استاد دانشگاه اهل کانادا بود. وی بین سال‌های ۱۹۳۹ تا ۱۹۶۵ میلادی فعالیت می‌کرد. او را که به «بانوی نخست جراحی» کانادا مشهور بود، یکی از زنان پیش‌کسوت و پیش‌گام جراحی می‌دانند که توانست سرآمد رشته‌ای باشد که بیشتر در سیطرهٔ مردان است. وی در دوران فعالیت حرفه‌ای‌اش یکی از چهار جراح برتر سرطان در آمریکای شمالی بود.

## زندگی‌نامه
جسی گری در آگوستا، جورجیا زاده شد و هنگامی که دو سال داشت، به همراه والدین به تورنتو کانادا مهاجرت کردند در همان شهر دوران تحصیلی مدرسه و دانشگاه را گذراند و باقی عمر در آنجا ماند. وی عضو «انجمن آلفا دلتا پی» بود و در سال ۱۹۳۴ از دانشگاه تورنتو دکترای پزشکی گرفت و دانشکدهٔ پزشکی بابت عملکرد درخشانش به او «نشان زرین» اعطا نمود که نخستین زنی بود که چنین نشانی را از دانشکدهٔ پزشکی دریافت می‌نمود. وی نخستین زنی در کشور کانادا بود که مدرک جراحی عمومی‌اش ثبت شد و مجوز کار گرفت. (البته جنی اسمایلی رابرتسون نخستین جراح ثبت‌شده در کانادا بود، اما در دوران او، بیمارستان‌ها اجازهٔ کار به زنان به‌عنوان جراح نمی‌دادند). وی همچنین نخستین زن کانادایی بود که بالاترین مدرک جراحی ممکن را (موسوم به کارشناسی ارشد جراحی یا Ch.M.) دریافت نمود. وی سپس برای گذراندن یک دورهٔ یک‌ساله کارورزی به بیمارستان سنت مِـری منچستر در انگلستان رفت. پس از بازگشت به تورنتو در سال ۱۹۴۰، دورهٔ دستیاری جراحی را در دانشگاه تورنتو آغاز کرد و نخستین رزیدنت جراحی زن در کانادا شد. جسی از سال ۱۹۴۱ تا ۱۹۴۶ در بیمارستان کالج زنان و رئیس جراحان آن مرکز شد. در مدت حضورش در اینجا، وی را یکی از چهار جراح برتر سرطان در آمریکای شمالی می‌دانستند که نخستین کلینیک تشخیص سرطان را در کانادا برپا کرد.
وی در سال ۱۹۶۵ از دانشگاه تورنتو بازنشسته شد. طی دوران فعالیتش، مقالات متعددی به‌خصوص در زمینهٔ جراحی لوله گوارش منتشر کرد و یک فصل از «درس‌نامهٔ جامع جراحی هنری کُل» را دربارهٔ جراحی رودهٔ بزرگ به رشتهٔ تحریر درآورد. پس از مرگ او، «بخش جراحی روده جسی گری» در محل سابق کارش برپاشد که هدفش تشخیص زودهنگام و به‌موقع سرطان روده بزرگ است.

## جوایز و افتخارها
گزیده‌ای از افتخارها، عضویت‌ها و جوایز دریافتی جسی گری به شرح زیر است:
- ۱۹۳۴ - اولین زنی که از دانشکده پزشکی دانشگاه تورنتو نشان زرین پزشکی بابت موفقیت‌های عالی درسی دریافت داشت.
- ۱۹۳۹ - اولین زن کانادایی که مدرک عالی کارشناسی ارشد جراحی دریافت کرد.
- ۱۹۴۱ - اولین زن کمک هزینه و عضویت «کالج سلطنتی پزشکان و جراحان کانادا» را دریافت کرد.
- ۱۹۴۶ - اولین زنی که به مقام «رئیس جراحان» رسید.
- ۱۹۴۸ - اولین زنی که به جامعه جراحی مرکزی آمریکای شمالی پیوست.
- ۱۹۵۱ - او به عضویت «کالج جراحان آمریکا» درآمد؛ در سال ۱۹۵۲ میلادی، وی نخستین سخنران زن کنگره سالانه این انجمن شد.
- ۱۹۶۶ - اولین زنی که به عضویت «شورای علمی کانادا» انتخاب شد.
- ۱۹۶۸ - عضو مادام‌العمر «آکادمی پزشکی» شد.
- ۱۹۷۳ - دیوید کرامبی، شهردار تورنتو، «جایزه مدنی شایستگی» را به وی اعطا نمود.

در سال ۲۰۱۷ میلادی و در روز جهانی زنان، «انجمن پزشکی کانادا» ضمن نکوداشت نامش، وی را یکی زنانی دانست که نقش برجسته‌ای در شغل و حرفه‌شان داشته‌اند.